# Liatongus raffrayi
Liatongus raffrayi är en skalbaggsart som beskrevs av Lansberge 1886. Liatongus raffrayi ingår i släktet Liatongus och familjen bladhorningar. Inga underarter finns listade i Catalogue of Life.